# Elisabeth Teyber
Elisabeth Teyber   (Viena, 16 de setembre de 1744 - Viena, 9 de maig de 1816) fou una soprano austríaca, germana de la també cantant Therese Teyber, i possiblement familiar dels compositors Anton i Franz, encara que aquesta possibilitat no està confirmada.
El seu pare fou un violinista de talent, agregat a la Capella imperial, dirigí els seus primers estudis musicals i va tenir per mestra de cant la cèlebre cantant Vittoria Tesi. Entrà en la capella del príncep Esterházy i allà va rebre consells de Haydn.
A Viena, Teyber interpretà el paper de Circe a l'òpera Telemaco, de Gluck, per les noces de Josep II i Maria Josepa de Baviera, el 1765, un paper que exigeix un alt virtuosisme. A Itàlia va debutar al Teatro San Carlo, de Nàpols, cantant Amore e Psiche, de Grassmann, després va cantar Alessandro nell'Indie, de Sacchini, el 1768, amb Tibaldi i Rauzzini, així com l'Ipermestra de De Majo, entre d'altres, fins a finals de 1769. Durant aquests anys també actuà extensament a Venècia i Florència.
El 1771-72, Teyber va anar a Rússia i va cantar una temporada a Moscou i Sant Petersburg, Antigona, de Tommaso Traetta, amb el tenor Prati i els castrats Giovanni Toschi i Angelo Monanni. Tot i això, l'estada li perjudicà la salut i va haver de tornar a Alemanya i fer una pausa durant un temps. A Torí, interpretà l'Antígona, de Mysliveček el 1773 o la Cleopatra, de Carlo Monza, el 1775. Elisabeth Teyber també cantà a Gènova i Nàpols, en diverses ocasions. El 1778 va actuar a Viena. Però tot seguit es va casar amb el noble venecià Leonardo Venier i ja no actuà més.
Malgrat una carrera breu, es consolidà com una de les primeres cantants del seu temps. Mozart l'esmenta en una carta a la seva germana el 1773, cosa que indica una certa fama. La seva veu s'estenia com a mínim fins a E5 i assolí un alt virtuosisme.